# Reggie Smith (basket-ball)
Pour les articles homonymes, voir Smith.
Reggie Smith, né le 21 août 1970 à San José en Californie, est un ancien joueur américain de basket-ball. Il évoluait aux postes de pivot et d'ailier fort.